# Édouard Beaupré
Pour les articles homonymes, voir Beaupré.
 (février 2012).
Si vous disposez d'ouvrages ou d'articles de référence ou si vous connaissez des sites web de qualité traitant du thème abordé ici, merci de compléter l'article en donnant les références utiles à sa vérifiabilité et en les liant à la section « Notes et références ».
Édouard Beaupré, né le 9 janvier 1881 à Willow Bunch (anciennement Talle-de-Saules) en Saskatchewan et mort le 3 juillet 1904, à l'âge de 23 ans à Saint-Louis (Missouri) aux États-Unis , est un canadien qui mesurait 2,52 m (8′ 3″). On l'appelait le Géant Beaupré.

## Biographie

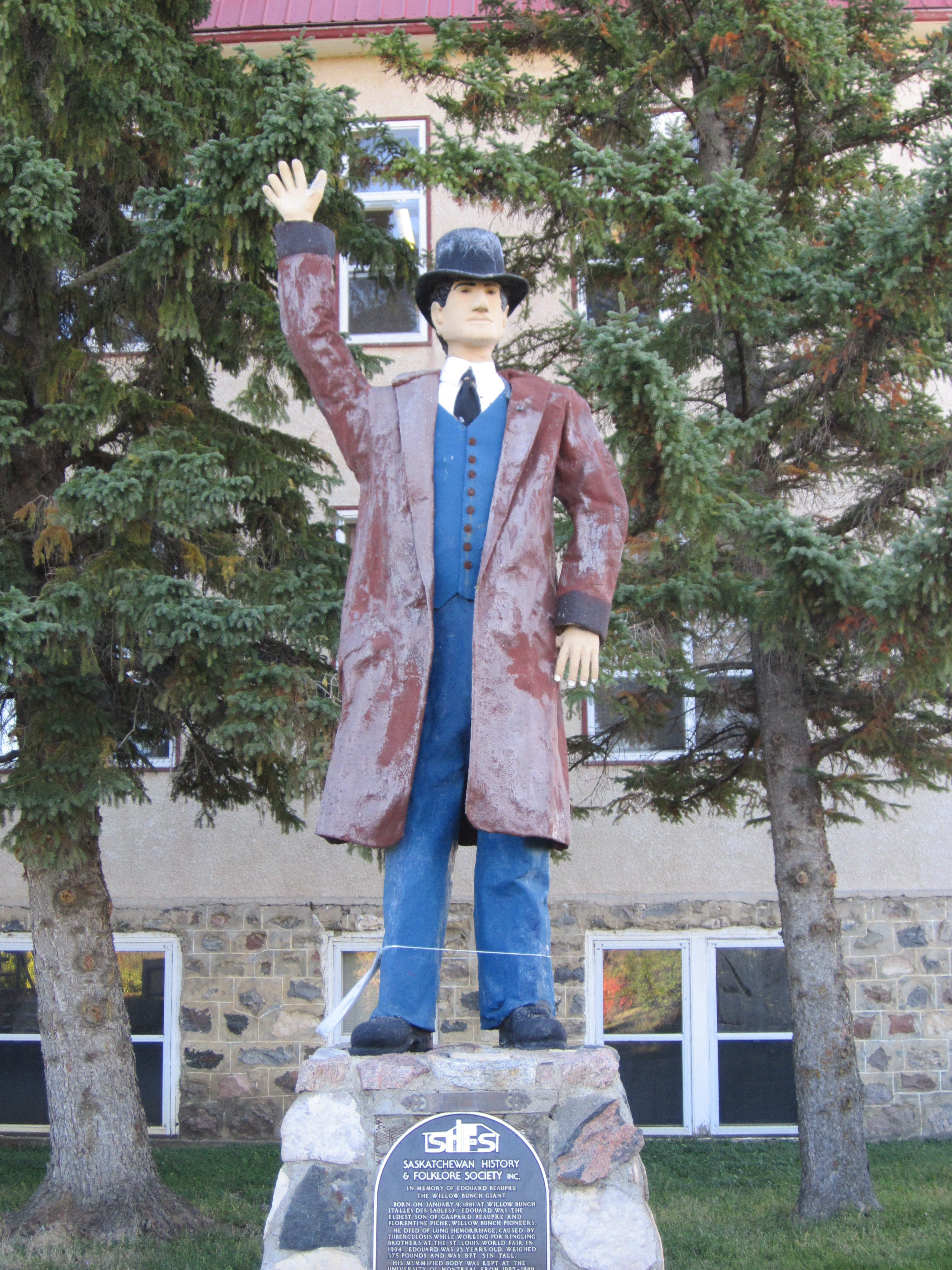
Monument à Willow Bunch

Édouard Beaupré est le géant le plus connu de l’histoire canadienne. Dès sa naissance, une tumeur de l’hypophyse, à l'origine d'une sécrétion exagérée des hormones sécrétées habituellement par le lobe antérieur de l'hypophyse, entraîna le gigantisme d'Édouard Beaupré.
Son visage présentait une légère déformation en raison d'une chute de cheval dans sa jeunesse. Son rêve était de devenir cow-boy ; il dut y renoncer en raison de son gigantisme : les chevaux ne pouvaient supporter son poids et, de plus, ses pieds traînaient au sol de chaque côté.
Il s'est alors joint à une troupe de vaudeville à l'âge de 17 ans à titre d'homme fort malgré le fait qu'il n'était pas fort du tout, au contraire il était plutôt frêle ne pesant que 160 kg par rapport à ses 8'3'' et ce sans compter qu'il continuait à grandir. 
Le 25 mars 1901 un combat a eu lieu entre Édouard Beaupré et Louis Cyr, l'homme le plus fort au monde, le combat ne dura que 3 minutes et le géant Beaupré fut blessé. La Presse de Montréal décrit le combat en termes peu respectueux à l'égard d'Édouard Beaupré, qui démontre l'attitude des gens à son égard, ce qu'il a connu tout au long sa vie. Un des deux était bien plus fort.

« La lutte à bras-le-corps qui a eu lieu, hier soir, au parc Sohmer entre Beaupré et Cyr, l'un l'homme le plus gros du pays et l'autre le plus long, a été aussi courte que possible. Cyr a triomphé avec une facilité incroyable ; le géant Beaupré n'osant pratiquement porter la main sur lui... Nous n'avons jamais vu un homme aussi timide. Nous nous attendions à voir Cyr l'emporter, mais jamais avec autant d'aisance. Cyr a renversé quatre fois son adversaire, mais à deux reprises en dehors du paillasson, ce qui ne fut pas considéré comme valable par l'arbitre. Cyr avait facilement découvert le point faible de son adversaire et le saisit à chaque fois par les reins. La lutte fut grotesque et amusa immensément l'assistance qui se composait d'un millier de personnes. Avec moins de timidité de la part de Beaupré, la lutte eut duré plus longtemps. Elle ne dura, hier soir, que quelques minutes. »

Louis Cyr d'ailleurs, dira par la suite qu'il a regretté toute sa vie d'avoir accepté ce combat entre lui et Édouard Beaupré. Étant lui-même malade au moment du combat et n'étant pas au sommet de sa forme, il aurait pu tuer Édouard Beaupré si le combat avait eu lieu quelques années auparavant. Mais Édouard Beaupré avait un dicton avec lequel il concluait ses lettres : « Ce sera mieux demain. »
De plus, il vivait reclus puisqu'il devait se cacher entre chaque ville visitée par le cirque. En effet, il se devait de garder le secret, ne pas être trop vu par les citoyens pour qu'ils paient leur droit de voir le phénomène, la bête de cirque. Il dormait majoritairement par terre lorsqu'il travaillait au cirque. Cependant, il n'avait pas de difficulté à se vêtir, car les tailleurs, voulant de la publicité, lui confectionnaient ses vêtements gratuitement.       
Au moment de sa mort à l'âge de 23 ans, de la tuberculose, il faisait partie du cirque Barnum & Bailey. 
Le manque de respect face à cet homme continua même après sa mort et trois ans plus tard, après son décès on découvre, par hasard, son corps momifié dans un hangar de Montréal. Le professeur Louis-Napoléon Delorme, qui souhaita créer un musée d’anatomie et après sa faillite, le fit transporter à l’Université de Montréal où il sera longtemps exposé en vitrine entièrement nu, au laboratoire d’anatomie, durant près de 84 ans.   
En 1990, l'université remet à la famille d'Édouard Beaupré les restes de celui-ci, pour qu'ils puissent être incinérés. Les cendres sont ensuite inhumées dans son village natal de Willow Bunch, en Saskatchewan.
Édouard Beaupré a inspiré au groupe québécois Beau Dommage une chanson, Le Géant Beaupré, publiée en 1974 dans leur album Beau Dommage. Il a aussi inspiré un roman historique à l'autrice québécoise, Marjolaine Bouchard dont le titre est "Le géant Beaupré". ³